# Ephraim Longworth
Ephraim „Eph“ Longworth (* 2. Oktober 1887 in Halliwell; † 7. Januar 1968 in Liverpool) war ein englischer Fußballspieler. Zumeist als rechter Verteidiger eingesetzt, war er zwischen 1910 und 1928 langjähriger Spieler des FC Liverpool. Dort gewann er in den Jahren 1922 und 1923 zwei englische Meisterschaften in Folge. Dazu absolvierte er fünf A-Länderspiele für England und war erster Liverpool-Spieler als Kapitän der „Three Lions“.

## Sportlicher Werdegang
Longworth wurde in der Region Bolton in Halliwell geboren und erlernte das Fußballspielen in jungen Jahren in den Schulmannschaften von Bolton St Luke’s. Nachdem er die Schule verlassen hatte, schloss er sich dem Chorley Old Road Congretional Club an. Dieser spielte in der Stadtliga Bolton Sunday School League und nach zwei Jahren zog es ihn zurück zu Bolton St Luke’s, deren erste Mannschaft in der zweithöchsten regionalen Spielklasse der Lancashire Combination aktiv war. Nur kurze Zeit später wechselte er in die Bolton and District League zu den Halliwell Rovers und nach der Saison 1906/07 zu Hyde St. Georges’s. Als dieser Klub schließlich per Fusion in den FC Hyde überging, unterschrieb er dort einen ersten Profivertrag, bevor er sich dem Erstligisten Bolton Wanderers anschloss. Der sportliche Durchbruch blieb ihm dort jedoch zunächst verwehrt und so zog er im Jahr 1908 weiter nach London zum FC Leyton – auf Empfehlung von J.T. Howcroft, einem der damals bekanntesten englischen Schiedsrichter. Longworth überzeugte in den folgenden zwei Jahren in der Southern League, gleichsam auf der rechten und linken Verteidigerposition. Da zur gleichen Zeit der Erstligist FC Liverpool auf der Suche nach einem zuverlässigen Abwehrspieler war und Probleme auf diesen Positionen hatte, wurde der Trainer Tom Watson auf ihn aufmerksam. Über seinen Ex-Spieler Michael Griffin brachte er in Erfahrung, wer der „beste Abwehrspieler in der Southern League“ sei und erhielt umgehend die Antwort „Longworth von Leyton“.
Im Juni 1910 unterschrieb Longworth in Liverpool einen Profivertrag, nachdem er einen Monat zuvor noch einen Wechsel abgelehnt hatte. Die „Reds“ hatten dabei eine vereinsinterne Rekordablösesumme gezahlt und am 19. September 1910 debütierte der Neuling auswärts gegen Sheffield United (0:2). Seitdem etablierte er sich in der Liverpooler Startelf und die ihm zugeschriebenen Fähigkeiten lagen zumeist in der Zuverlässigkeit. Er galt zwar als „nicht perfekt“, ließ auf seiner rechten Abwehrseite verhältnismäßig wenig Gefahr aufkommen und überzeugte durch „Cleverness“. Im April 1914 führte Longworth sein Team im Endspiel des FA Cups gegen den FC Burnley aufs Feld, musste jedoch eine 0:1-Niederlage hinnehmen. Er blieb nach dem Ersten Weltkrieg weiter ein Schlüsselspieler in Liverpool und sicherte sich zwischen 1921 und 1923 seinen Eintrag in den Geschichtsbüchern, als er zwei englische Meisterschaften in Serie gewann und Teil einer der besten Abwehrreihen in der Vereinshistorie war. Während der ersten Meistersaison 1921/22 hatte er jedoch zwischenzeitlich seinen Stammplatz an Tommy Lucas verloren und daraufhin sein Kapitänsamt abgegeben – entgegen dem Wunsch der Vereinsführung. In der Folge wurde Linksverteidiger Donald McKinlay neuer Mannschaftsführer, aber Longworth konnte sich in der folgenden Spielzeit 1922/23 seinen Stammplatz zurückerobern und absolvierte 41 von 42 Ligapartien. Auf dem Zenit seiner Karriere bestritt Longworth fünf A-Länderspiele für England zwischen April 1920 und April 1923. Dabei war er mit 32 Jahren und 190 Tagen nicht nur einer der ältesten Debütanten, sondern mit seinem Einsatz am 21. Mai 1921 gegen Belgien auch der erste Liverpool-Spieler als Kapitän der englischen Nationalmannschaft.
Sein letztes Spiel für Liverpool absolvierte Longworth am 21. April 1928 gegen Birmingham, womit seine aktive Laufbahn in Liverpool 17½ Jahre umspannte. Dabei blieb in den folgenden Jahren stets sein Torlos-Rekord in Erinnerung, da ihm in 370 Pflichtspielen kein einziger Treffer gelang – nur in den 119 inoffiziellen Partien während des Ersten Weltkriegs schoss er drei Tore. Nach dem Ende seiner Fußballerlaufbahn blieb er dem FC Liverpool erhalten und er schloss sich dem dortigen Trainerstab an. Als einer der besten Abwehrspieler nahm ihn der Klub später in die Hall of Fame auf und im Alter von 80 Jahren verstarb er im Januar 1968 in seiner Liverpooler Wahlheimat.

## Titel/Auszeichnungen
- Englischer Fußballmeister (2): 1922, 1923